# Sofista (dialogo)
Il Sofista (Σοφιστής) è un dialogo di Platone dedicato a temi ontologici e risalente al periodo dei dialoghi cosiddetti dialettici o della vecchiaia, l'ultima fase della produzione del filosofo.
Alla ricerca di una definizione del "sofista", figura che si rivelerà sfuggente e che agli occhi di molti appare simile al "filosofo" o addirittura al politico, lo Straniero di Elea si ritroverà a dover affrontare il tema del non essere e compiere un "parricidio" ai danni di Parmenide: il sofista, con i suoi discorsi falsi e ingannevoli, fa apparire come essente ciò che non è, contravvenendo in questo modo al monito di Parmenide: "Ciò che non è non devi forzare ad essere" (Sofista, 237a).
Vengono così affrontati i quesiti che erano rimasti irrisolti nel Teeteto e nel Parmenide, dialoghi aporetici a cui si fa esplicito riferimento in vari passaggi della discussione: dimostrando dialetticamente l'esistenza del non essere, Platone supera le aporie di questi due dialoghi riguardanti l'essere e l'errore, definendo il non essere come modalità dell'essere, come diversità ("essere altro da"). Tutto ciò che è, che partecipa dell'essere, risulterà così anche non essere: le idee saranno identiche a se stesse, ma diverse le une dalle altre, poiché l'una non sarà l'altra; la realtà trascendente pertanto si articolerà in una molteplicità di enti, dei quali ognuno non sarà ogni altro. L'essere consiste dunque in una molteplicità [di idee], mentre il non essere è infinito (256e).

## Contenuto dell'opera
Il Sofista, insieme al Teeteto e al Politico, costituisce una trilogia. Al termine del Teeteto (210 d), Socrate rimanda la continuazione della discussione alla mattina successiva, dandosi appuntamento con Teodoro nello stesso posto; il rinvio è al Sofista, che infatti vede gli stessi personaggi, a cui si aggiunge lo "Straniero di Elea" (l'Ospite), discutere sugli argomenti concordati; a questi due dialoghi si aggiunge infine il Politico, in cui si continua la stessa discussione, che vede lo Straniero discutere con il giovane Socrate di argomenti politici (257 a). Ad essi funge idealmente da preambolo il Parmenide: sia nel Teeteto (183e - 184a) che nel Sofista (217c) viene ricordato l'incontro avvenuto parecchi anni prima tra Socrate e l'ormai anziano filosofo eleate.
Nel Sofista Socrate si incontra con Teodoro e i suoi allievi per continuare la discussione del giorno addietro. Teodoro ha però portato con sé un ospite, uno Straniero originario di Elea che dimostra di avere tutte le doti del filosofo. Socrate acconsente a rendere partecipe l'ospite della discussione, e gli avanza una richiesta: cercare di trovare una definizione per le parole "sofista", "politico" e "filosofo". Lo Straniero decide di condurre l'indagine con il metodo diairetico (dicotomico ovvero per divisioni successive), aiutato dal giovane Teeteto lì presente, cercando inizialmente la definizione di un tipo umano più semplice da illustrare, il "pescatore con la lenza", per poi classificare la figura più complessa del "sofista". Vengono quindi passate in rassegna sei definizioni, nessuna delle quali però risulta esaustiva: 1) il sofista è un "cacciatore" di giovani ricchi e lo è per denaro; 2) il sofista è un commerciante all'ingrosso di tecniche di comunicazione; 3) il sofista è un commerciante al minuto delle medesime; 4) il sofista venditore di prodotti fatti in casa (ancora nel senso delle tecniche di comunicazione); 5) il sofista è un atleta nella "lotta" che si pratica con i discorsi (competizione dialettica dell'erista); 6) il sofista è un "purificatore" delle opinioni che impediscono all'anima di arrivare alla verità (quest'ultima viene anche chiamata "nobile sofistica", per distinguerla dalle precedenti). Il riepilogo delle sei definizioni (Sofista, 231c - 232b) non pare tuttavia soddisfacente. Lo Straniero passa pertanto ad elaborare una settima definizione che colga più da vicino l'aspetto illusionistico del "logos sofistico", concentrandosi sul tema della tecnica mimetica che produce immagini difformi dalle cose rappresentate. Sarà proprio in questo contesto che lo Straniero e Teeteto si imbatteranno nel problema del non essere: come può un'immagine essere la raffigurazione di ciò che non è? Da questa domanda ha inizio la sezione centrale del dialogo, dedicata alla discussione delle tematiche inerenti all'essere e il non essere, con particolare attenzione alla dottrina di Parmenide. Quest'ultima viene confutata attraverso l'analisi dei "generi sommi". Infine, lo Straniero dà un'ultima definizione di "sofista".

## Il metodo dicotomico-diairetico
La prima importante questione che viene posta all'inizio del Sofista è di carattere metodologico e concerne il metodo d'indagine da utilizzare per ricercare una definizione per il sofista. Nella fattispecie, com'è noto, lo Straniero, discutendo con Teeteto, ricorre alla dialettica e, in particolare, al metodo diairetico o dicotomico. Il procedimento è così sintetizzabile: preso un «tutt'uno» (ólon), lo si divide nelle due parti/aspetti complementari che in esso sono riconoscibili, tra cui si sceglierà quella che interessa per la ricerca in corso, dividendola a sua volta in due. Così facendo, ripetendo la divisione per ogni aspetto di nostro interesse fino a giungere all'oggetto d'indagine, l'intero di partenza sarà alla fine diviso nelle sue varie forme (eidos). Da qui, risalendo a ritroso e seguendo le varie ramificazioni ottenute, è possibile ritrovare la definizione dell'oggetto studiato, unificando i vari aspetti di nostro interesse. Vi sono dunque due momenti: il primo consiste in una divisione (diairesis), mentre il secondo in un'unificazione (synagoghè o koinonia).
Bisogna però essere prudenti nello svolgimento di questo metodo, poiché è facile sbagliarsi e commettere errori. A questo riguardo nel Politico lo Straniero mette in guardia il giovane Socrate dall'applicarlo troppo alla leggera, raccomandandogli invece di procedere a passi brevi, analizzando nel dettaglio i vari passaggi:
(Politico 262a-b; trad.: E. Pegone)
In questo modo è possibile studiare meglio l'oggetto di indagine e le differenze tra le varie arti (technai), poiché il metodo diairetico permette di
(Sofista 227b; trad.: G. Giardini)

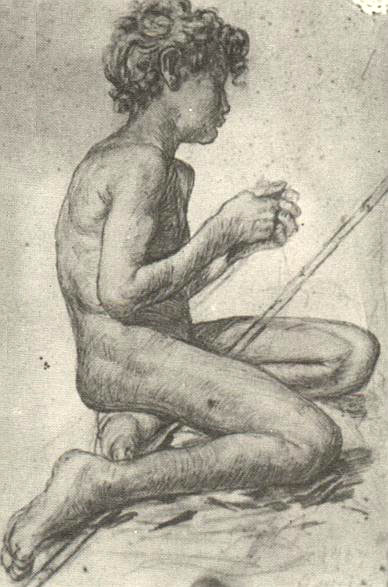
Vincenzo Gemito, studio per Il pescatore (1871)

Ora, applicare questo metodo ad una figura complessa come quella del sofista è un'impresa ardua. Per facilitare il compito a Teeteto, lo Straniero decide di iniziare con un oggetto ben più semplice: il pescatore con la lenza (218e). Punto di partenza è la constatazione che la pesca con la lenza è un'arte, e che le arti possono essere poietiche, cioè creare qualcosa, oppure preposte ad acquistare qualcosa; nell'arte dell'acquistare, a sua volta, sono distinguibili l'arte dello scambiare e quella di impadronirsi di qualcosa contro la volontà di qualcuno; quest'ultima arte, poi, può essere esercitata apertamente, e in questo caso si parla di "lotta", oppure celatamente, e abbiamo la "caccia"; la caccia, a sua volta, può essere di prede inanimate oppure vive, e nel caso di caccia a esseri viventi bisogna distinguere tra chi caccia animali terrestri e chi invece animali "remiganti", i quali, a loro volta possono essere alati o acquatici. Si è così giunti a distinguere la "caccia agli uccelli" dalla "pesca", ma la ricerca non finisce qui. Anzitutto, la pesca può essere fatta o per mezzo di "impedimenti" (reti, nasse) o per mezzo di "colpi" (ami, tridenti), e in questo secondo caso si deve distinguere la "pesca con il tridente" (che colpisce dall'alto verso il basso) dalla "pesca con la lenza" (il filo viene tirato dal basso verso l'alto). A questo punto, lo Straniero non deve fare altro che riunire i vari aspetti sorti dalla diairesi e dare una definizione compiuta di "pesca con la lenza" (220a-221c).

## Le definizioni di «sofista»
Dopo aver mostrato come si debba impiegare il metodo diairetico con l'esempio del pescatore con la lenza, lo Straniero di Elea può quindi occuparsi, insieme a Teeteto, dell'argomento della discussione, cioè il sofista. Dalla sua analisi ne emergono sei definizioni:
1. cacciatore di giovani ricchi e famosi (223b)
2. commerciante all'ingrosso di nozioni inerenti all'anima (224b)
3. venditore al minuto di nozioni inerenti all'anima (224d)
4. venditore di prodotti fatti in casa (ibidem)
5. esperto di eristica finalizzata al guadagno (225e)
6. purificatore dell'anima dai falsi concetti (la nobile sofistica) (227b-c)

A ciò si aggiunga che il sofista, per quanto concerne l'oggetto della sua tecnica, appare come un:
7. uomo capace di discutere di qualsiasi argomento (231a).
Anzitutto, il sofista mostra di essere simile al pescatore con la lenza, poiché entrambi sono accomunati dall'attività della caccia; ma mentre il pescatore caccia animali acquatici, il sofista ricerca giovani ricchi e facoltosi, attirandoli con la promessa di renderli, dietro compenso, uomini sapienti e virtuosi (definizione 1). Facendosi pagare per i propri insegnamenti, il sofista può anche essere visto come un commerciante che in cambio di denaro fornisce nozioni inerenti all'anima (definizione 2) - aspetto che viene ulteriormente specificato con la definizione 3. Inoltre, quando si parla di sofistica non si può dimenticare l'eristica, l'arte del "battagliare" con i discorsi in modo da mettere a tacere l'avversario: il sofista, nel senso della definizione 4, è dunque paragonabile a un lottatore che combatte con le armi del logos ossia con i logoi. Egli è interessato al successo nella vita politica, non alla ricerca della verità. Infine, lo Straniero rintraccia nel sofista anche un lato positivo, quello che consiste nell'estirpare i concetti errati dall'anima mediante la sua attività paideutica ovvero educativa (226d-e). La definizione 5 mette in imbarazzo i due interlocutori, poiché il sofista sembra essere accomunabile al filosofo, il quale, simile a un medico, mette in atto una purificazione ("catarsi spirituale"). Qui si mostra in tutta la sua chiarezza l'ambiguità che è propria del sofista, il quale esercita la propria arte mimetizzandosi e fingendo di essere altro da sé. Come emerge dall'abbozzo della definizione 7, il sofista si vanta di essere in grado di insegnare qualsiasi cosa, di saper parlare di qualsiasi argomento e contraddire con i suoi discorsi qualsiasi avversario; ma un uomo può essere davvero onnisciente? Come emerge anche dagli altri dialoghi platonici dedicati alla critica della sofistica, per parlare di qualcosa è necessario conoscere l'argomento di cui si parla; il sofista, invece, non possedendo conoscenze specifiche, non potrà mai contraddire un esperto (233a). L'arte del sofista, in ultima analisi, consiste nell'ingannare i giovani con discorsi affascinanti, mostrando loro non la verità, ma una sterile imitazione parodistica della realtà, fatta di vuote parole.
Il sofista si rivela dunque una figura perniciosa, dai tratti sfuggenti, che bisogna a tutti i costi delineare in modo netto, così da evitare confusione. Non è infatti casuale che, alla richiesta di Socrate (p217c), lo Straniero decida di partire proprio dal sofista: una volta compreso quale sia il sapere che gli è proprio, sarà più facile individuare le conoscenze del filosofo e del politico. Per questo motivo la prima parte del Sofista (e così sarà anche nel Politico) viene dedicata a questioni metodologiche, ricercando di definire una techne generale che si avvicini il più possibile all'arte da studiare, così da poter fare luce su quest'ultima. Esercitando la diairesi, tuttavia, si divide ogni techne in due specie tra loro contrarie, di ognuna delle quali si deve dire che non è l'altra: per definire il sofista, in ultima analisi si deve dire che cosa egli non sia - ma affermare questo significa superare l'ontologia monistica parmenidea, questione di non poco conto, che non a caso assorbe gran parte delle energie dei due interlocutori. Solo alla fine di questa lunga discussione sull'essere e sul non essere, lo Straniero può giungere a definire la sofistica come
(Sofista 268c)

## Il «parricidio» di Parmenide

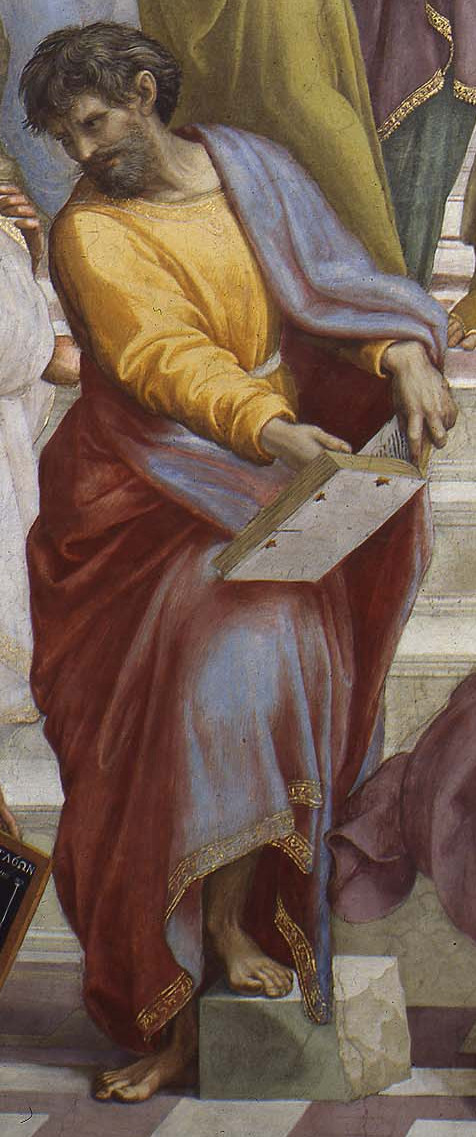
Parmenide nella Scuola di Atene di Raffaello Sanzio

Per poter dare una definizione di sofista, bisogna comprendere come sia possibile l'esistenza di una tecnica che fa apparire ciò che non è. Lo Straniero afferma testualmente:
(Sofista 236e)
Affermare di poter dire il non essere significa violare un caposaldo dell'ontologia di Parmenide, quello secondo cui il non essere non si può né dire né pensare (237a). Urge allora approfondire la questione, e compiere quello che lo Straniero definisce un «parricidio» ai danni del grande filosofo suo connazionale
(Sofista(241d))
Non è qui il caso di dilungarsi sul complesso rapporto sussistente tra Platone e Parmenide; quello che importa è comprendere che l'esercizio della dialettica è impossibile se si nega l'esistenza del non essere. Infatti, lo stesso Parmenide non avrebbe potuto affermare l'identità assoluta dell'essere senza, allo stesso tempo, almeno pensare a ciò che è diverso da sé e non è sé stesso. L'identità implica l'esistenza della diversità. Liquidare la tesi di Parmenide sul non essere è di estrema importanza per sbarrare la strada agli inganni del sofista, per poterlo definire con rigore ed evitare che si confonda con il filosofo, con colui cioè che purifica l'anima dagli errori. A questo scopo, bisogna portare avanti la ricerca
(Sofista 254c)
Così facendo, lo Straniero risale ai 5 generi sommi, i 5 predicati fondamentali da cui discendono tutte le cose:
1. essere
2. identico
3. diverso
4. stasi
5. movimento

Il primo principio è l'essere; il problema sorge però quando si passano a osservare il secondo e il terzo genere, identico e diverso, e il quarto e il quinto, stasi e movimento: identico e diverso non sono la stessa cosa, come un oggetto in movimento non può essere fermo, e viceversa. Ciò impone di accettare l'esistenza del non essere come modalità dell'essere, in quanto "essere altro da": «per tutti la natura del diverso, rendendo ciascuno differente dall'ente, lo fa non essere» (256d-e). Tutti i generi dunque sono collegati all'essere (che è molteplice) e per questo motivo sono e non sono enti. E se nella contrapposizione tra Stasi e Movimento è possibile riconoscere, rispettivamente, i concetti fondamentali su cui si basano le opposte filosofie di Parmenide ed Eraclito, Identico e Diverso rinviano ai concetti fondamentali della logica che saranno oggetto delle posteriori analisi aristoteliche.
(Sofista 258e-259b)
Essere e non essere spiegano l'esistenza di vero e falso non come interni alle cose, ma esistenti nel mero giudizio. Il pensiero è discorso, inteso come dialogo muto che l'anima intrattiene con sé stessa (263e), ed è sempre pensiero di qualcosa, e mai di nulla. L'essere stesso viene così ricondotto al discorso, al pensiero, poiché il falso consiste nel dire di una cosa che è di una specie invece che di un'altra, nel dire cioè di una cosa un essere che non le appartiene, e quindi dire che è ciò che non è.

### Traduzioni italiane
- Sofista, trad. di A. Zadro, in: Platone, Opere complete, a cura di G. Giannantoni, Laterza, Bari 1982, vol. 2
- Sofista, a cura di G. Reale, in: Platone, Tutti gli scritti, Bompiani, Milano 1990
- Sofista, trad. di B. Bianchini, Armando, Roma 1997
- Sofista, trad. di G. Giardini, in: Platone, Tutte le opere, a cura di E.V. Maltese, Roma 1997
- Sofista, a cura di F. Fronterotta, Bur, Milano 2007
- Sofista, a cura di B. Centrone, Einaudi, Torino 2008

### Saggi e bibliografia secondaria
- F. Adorno, Introduzione a Platone, Laterza, Bari 1997
- G. Carchia, La favola dell'essere: commento al Sofista, Quodlibet, Macerata 1997
- L. M. De Rijk, Plato's Sophist: A Philosophical Commentary, Amsterdam, North-Holland, 1986
- Etudes sur le Sophiste de Platon, publiées sous la direction de Pierre Aubenque; les textes de ce volume ont été recueillis par Michel Narcy, Bibliopolis, Napoli 1991
- M. Heidegger, Il "Sofista" di Platone, tr. it. a cura di I. Schüssler e N. Curcio, Adelphi, Milano 2013
- M. Migliori, Verso il "Filosofo": dialettica e ontologia nel "Sofista" di Platone, «Rivista di filosofia neo-scolastica», 91 (1999), pp. 171–204
- G. Movia, Apparenze essere e verità, Commentario storico-filosofico al "Sofista" di Platone, Vita e Pensiero, Milano 1994
- L. Palumbo, Il non essere e l'apparenza: sul Sofista di Platone, Loffredo, Napoli 1994
- G. Sasso, L'essere e le differenze: sul "Sofista" di Platone, Il Mulino, Bologna 1991
- A. Zadro, Ricerche sul linguaggio e sulla logica del sofista, Antenore, Padova 1961